# Barsta

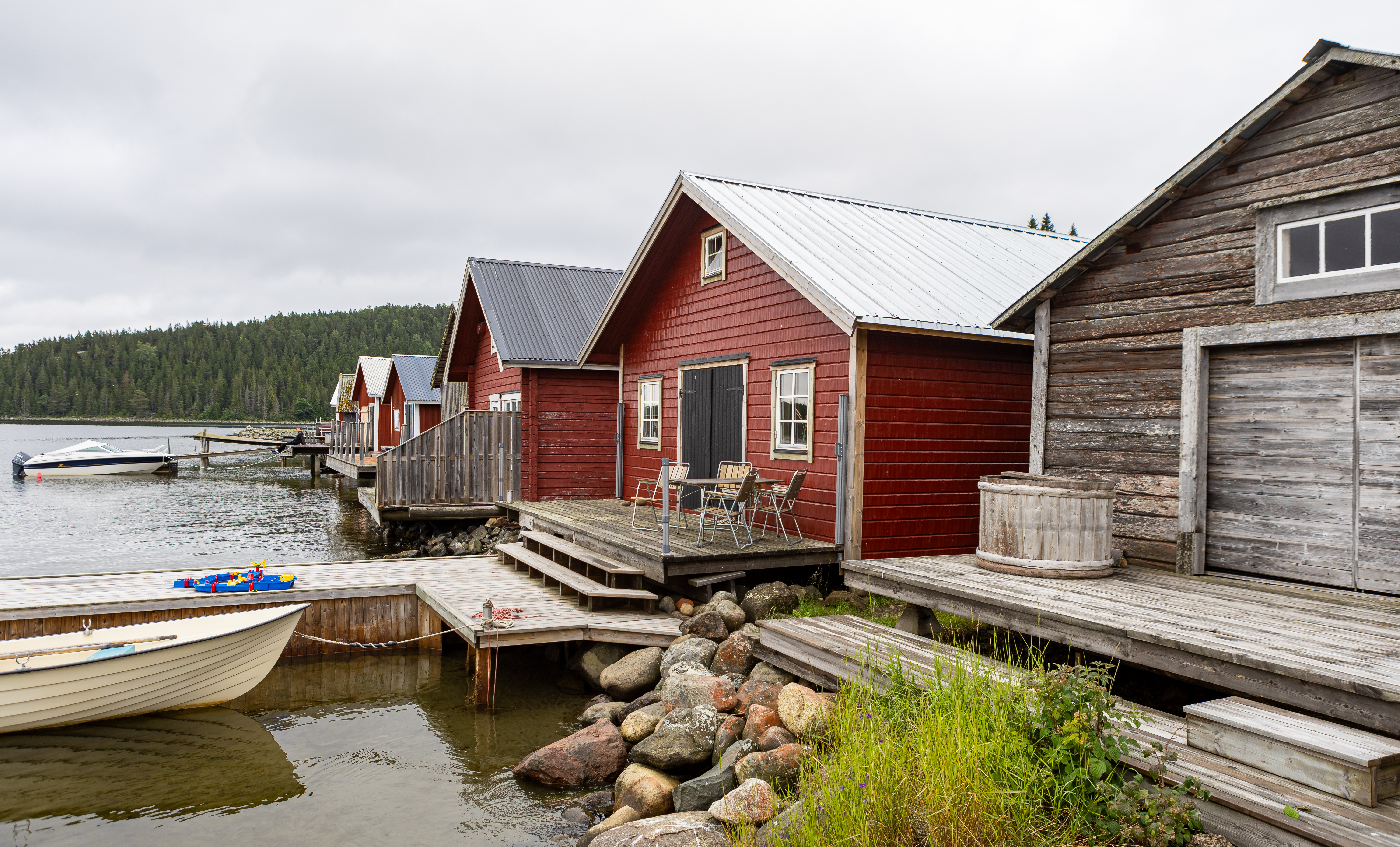
Sjöbodar i Barsta sommaren 2024

Barsta är en ort vid Höga kusten några kilometer sydost om Nordingrå i Kramfors kommun.
Barsta omnämns första gången redan år 1418, då med namnformen "Bärastadhum". I byn finns ett Barsta kapell och en hamn, Barstahamn. 1686 fanns det 20 sjöbodar, nu finns det 12.
Barsta var tidigt ett av Gävlefiskarnas fiskelägen, men troligen vistades inte så många fiskare där.
Barsta(hamn) är hemmahamn för båten som går ut till Högbondens fyr. Norr om Barsta ligger det tidigare fiskeläget Bönhamn och söderut är naturreservatet Rotsidan beläget.